# Rassemblement pour le Mali
Rassemblement pour le Mali (afkorting: RPM, Nederlands: Bijeenkomst voor Mali) is een socialistische politieke partij in het West-Afrikaanse land Mali. De partij werd in 2001 opgericht door Ibrahim Boubacar Keïta na diens vertrek bij ADEMA-PASJ. De RPM is waarnemend lid van de Socialistische Internationale.

## Ontstaan
Ibrahim Boubacar Keïta was al van bij de oprichting ervan in 1991 lid van de Alliantie voor Democratie in Mali—Afrikaanse Partij voor Solidariteit en Rechtvaardigheid (ADEMA-PASJ). Van 1994 tot 2000 was hij eerste minister van Mali alsook partijvoorzitter. In 2000 ontstond echter onenigheid met de partijleiding. In februari trad hij af als premier en in oktober stapte hij uit de partij.

In februari 2001 richtte hij met zijn meegekomen aanhangers de beweging Alternatief 2002 op teneinde deel te nemen aan de presidentsverkiezingen dat jaar. In juni richtte hij een eigen partij op: de Rassemblement pour le Mali. In de verkiezingen eindigde Keïta derde met 21% van de stemmen. Amadou Toumani Touré werd toen president en ook ADEMA-PASJ-kandidaat Soumaïla Cissé was hem voor.

## Geschiedenis
Verder in 2002 trad de RPM in coalitie met het Nationaal Congres van Democratisch Initiatief (CNID) en de Patriottische Beweging voor Hernieuwing (MPR) onder de noemer Hoop 2002. Deze verkiezingen maakten van de RPM de tweede partij van het land met 45 verkozenen. In september werd Keïta bijna unaniem tot parlementsvoorzitter gekozen.
In 2007 legde Keïta het opnieuw af tegen Touré in de presidentsverkiezingen van dat jaar. Zijn RPM stond centraal in een grote coalitie van veertien partijen onder de noemer Front voor Democratie en Republiek (FDR) Touré raakte met een ruime meerderheid herkozen en Keïta werd tweede met 19% van de stemmen. Hij werd wel herkozen bij de parlementsverkiezingen, maar was geen kandidaat meer voor het voorzitterschap ervan.

## Recent
Keïta stelde zich wederom kandidaat voor de presidentsverkiezingen in 2012, maar de burgeroorlog en staatsgreep dat jaar staken een stokje voor de stembusgang. President Touré was afgezet, zijn plaats ingenomen door legerofficier Amadou Sanogo. Die droeg de macht na onderhandelingen over aan interim-president Dioncounda Traoré en bij de presidentsverkiezingen die uiteindelijk in de zomer van 2013 doorgingen werd Keïta tot president gekozen.